# Tormented (film, 1960)

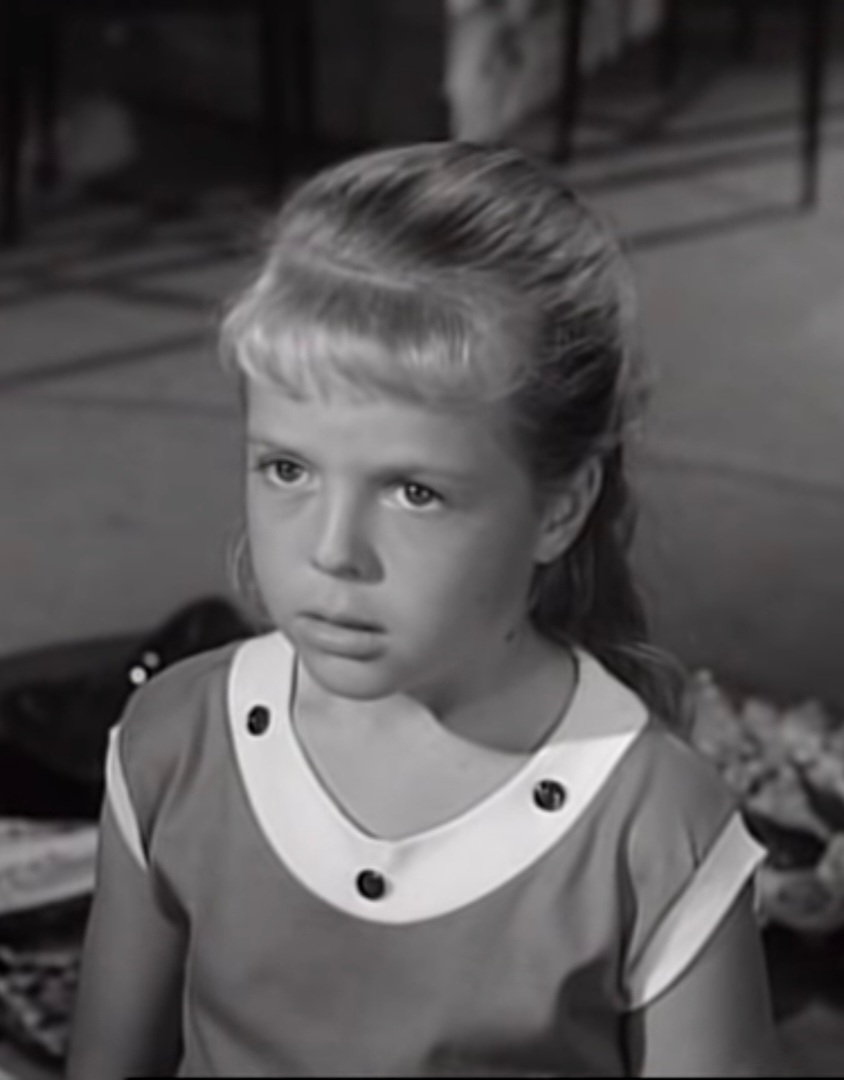
Susan Gordon, extrait du film Tormented (1960)

Tormented est un film d'horreur américain réalisé et produit par Bert I. Gordon, et sorti en 1960.

## Résumé
Le pianiste de jazz Tom Stewart (Carlson), qui vit dans une communauté de l'île de Cap Cod (Massachusetts), se prépare à épouser sa fiancée Meg. Peu de temps avant le mariage, une ex petite amie de Tom, Vi Mason lui rend visite et l'informe qu'elle mettra fin à sa relation avec Meg, en utilisant le chantage si nécessaire. Alors qu'elle se dispute avec lui au sommet d'un phare, la balustrade sur laquelle elle s'appuie cède. Elle réussit à s'accrocher brièvement, mais Tom refuse de l'aider et la regarde s'écraser dans les flots. Le lendemain, Tom voit le corps de Vi flotter dans l'eau. Après l'avoir récupérée, le corps se transforme en amas d'algues. Il essaie d'oublier ce qu'il a vu, mais au cours des jours suivants, la montre-bracelet de Vi apparaît sur la plage et d'étranges empreintes de pas apparaissent dans le sable, le fantôme de Vi apparaît et dit à Tom qu'elle le hantera pour le reste de sa vie, et lorsque la petite sœur de Meg, Sandy demande à voir l'alliance que Tom donnera à Meg, une main désincarnée s'en empare.
Peu de temps après, lors d'une réception donnée en l'honneur de Tom et Meg, la tête désincarnée de Vi apparaît sur une photo instantanée prise par un invité du couple. Plus tard, quand Tom est seul, Vi le nargue en l'informant qu'elle va maintenant utiliser sa voix pour expliquer à qui voudra l'entendre comment Tom Stewart l'a tuée. Pour ajouter aux problèmes de Tom, Nick, un marginal en bateau vient à la recherche de Tom, déterminé à récupérer les 5 $ impayés que lui doit Vi pour son voyage sur l'île. La hâte de Tom de payer l'homme interpelle ce dernier qui revient peu après à la charge en lui demandant 5000 $. Encouragé par le fantôme de Vi, Tom tue Nick avec une barre de fer mais Sandy a été témoin du meurtre par inadvertance.
Sandy ne dit rien de ce qu'elle a vu. Pendant la cérémonie du mariage, les portes d'entrée de l'église s'ouvrent et provoquent le flétrissement des fleurs tandis que les bougies s'éteignent, interrompant la cérémonie. Plus tard dans la nuit, Tom se rend au phare et annonce à Vi qu'il quitte l'île. Mais Sandy est là, en sait trop et pourrait éventuellement en parler à Meg et aux autres. Tom conduit Sandy jusqu'à la balustrade du phare cassé avec l'intention de la pousser, mais le fantôme de Vi se précipite sur lui, le faisant basculer par-dessus bord tandis que Sandy regarde.
Lorsque les insulaires recherchent le corps de Tom, le premier qu'ils trouvent est celui de Vi. Peu de temps après, le corps de Tom est retrouvé et placé à côté du corps de Vi, qui parvient en quelque sorte à tourner et à poser son bras sur son corps. La main morte de Vi porte au doigt la bague de mariage qui était censée être celle de Meg, signalant que Tom est maintenant coincé pour toujours avec Vi.

## Fiche technique
- Titre : Tormented
- Réalisation : Bert I. Gordon
- Production : Bert I. Gordon, Joe Steinberg
- Scénario : Bert I. Gordon, George Worthing Yates
- Musique: Albert Glasser, Calvin Jackson
- Photographie :Ernest Laszlo
- Date de sortie : États-Unis : 22 septembre 1960
- Durée : 75 minutes
- Pays de production : États-Unis
- Genre : Horreur, fantastique, thriller

## Distribution
- Richard Carlson : Tom Stewart
- Susan Gordon : Sandy Hubbard, la petite sœur
- Lugene Sanders : Meg Hubbard
- Juli Reding : Vi Mason
- Joe Turkel : Nick, le maître chanteur
- Lillian Adams : Mme Ellis, l'aveugle
- Gene Roth : Mr. Nelson
- Vera Marshe : Mme Hubbard
- Harry Fleer : Frank Hubbard
- Merritt Stone : le prêtre

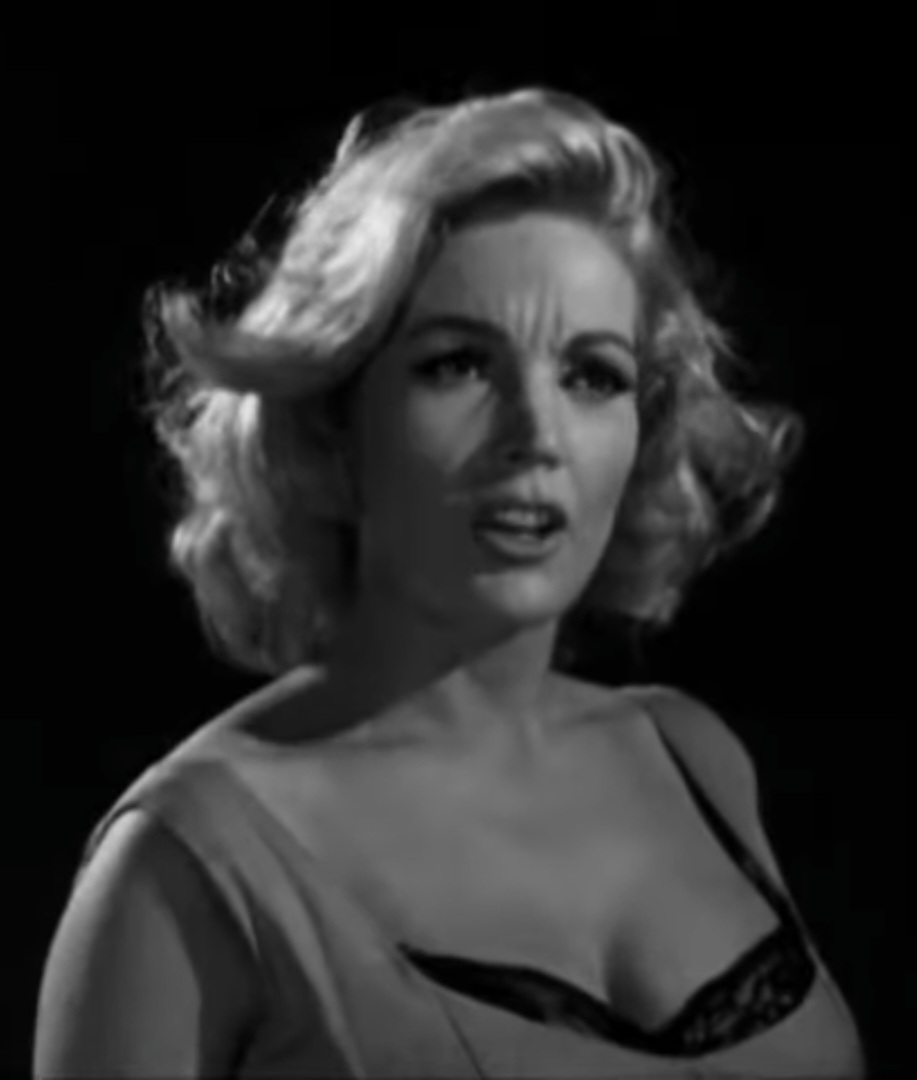
Juli Reding
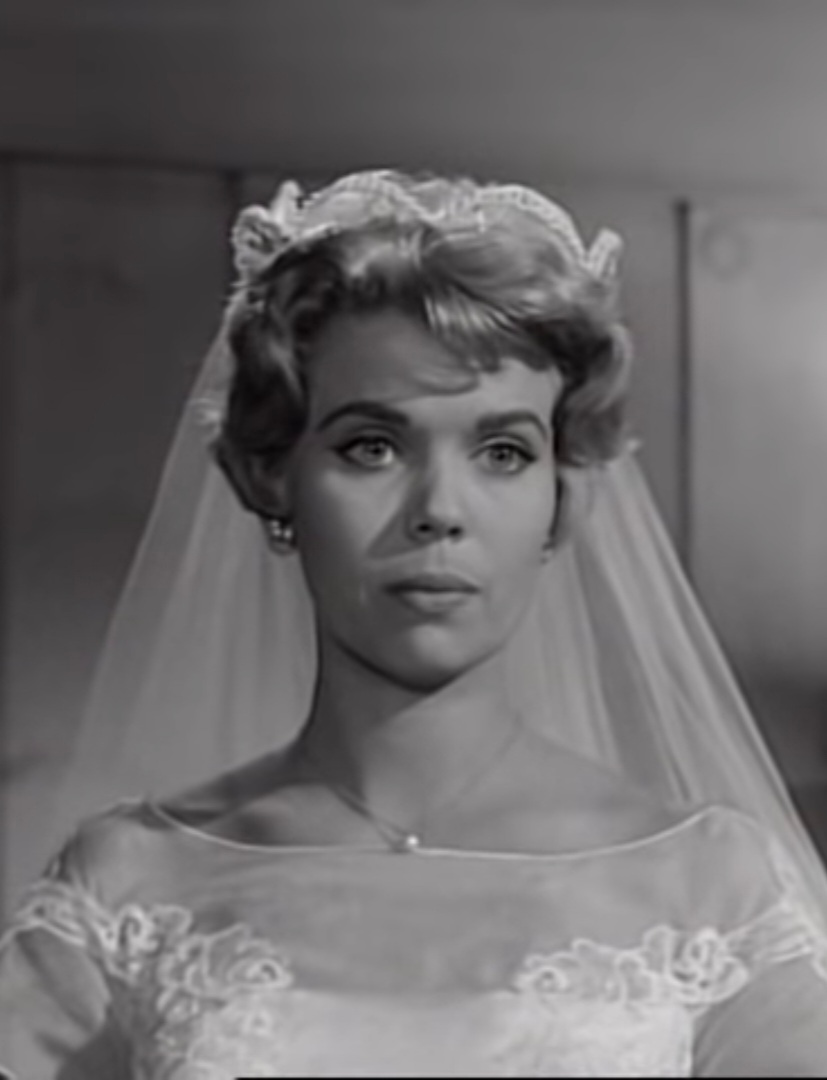
Lugene Sanders
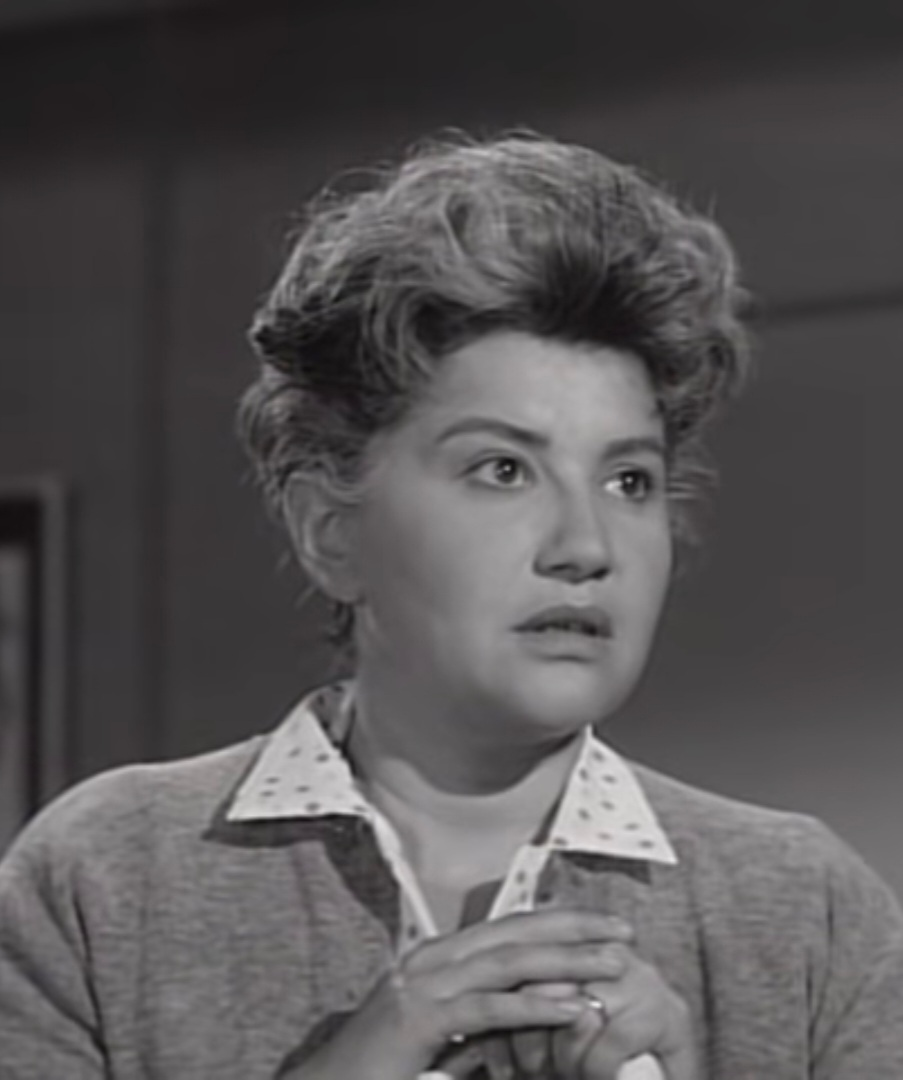
Lillian Adams
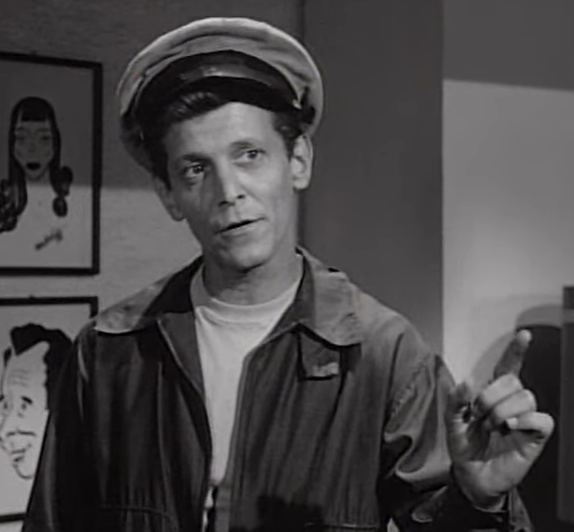
Joe Turkel